# Liste des intercommunalités de la Haute-Vienne

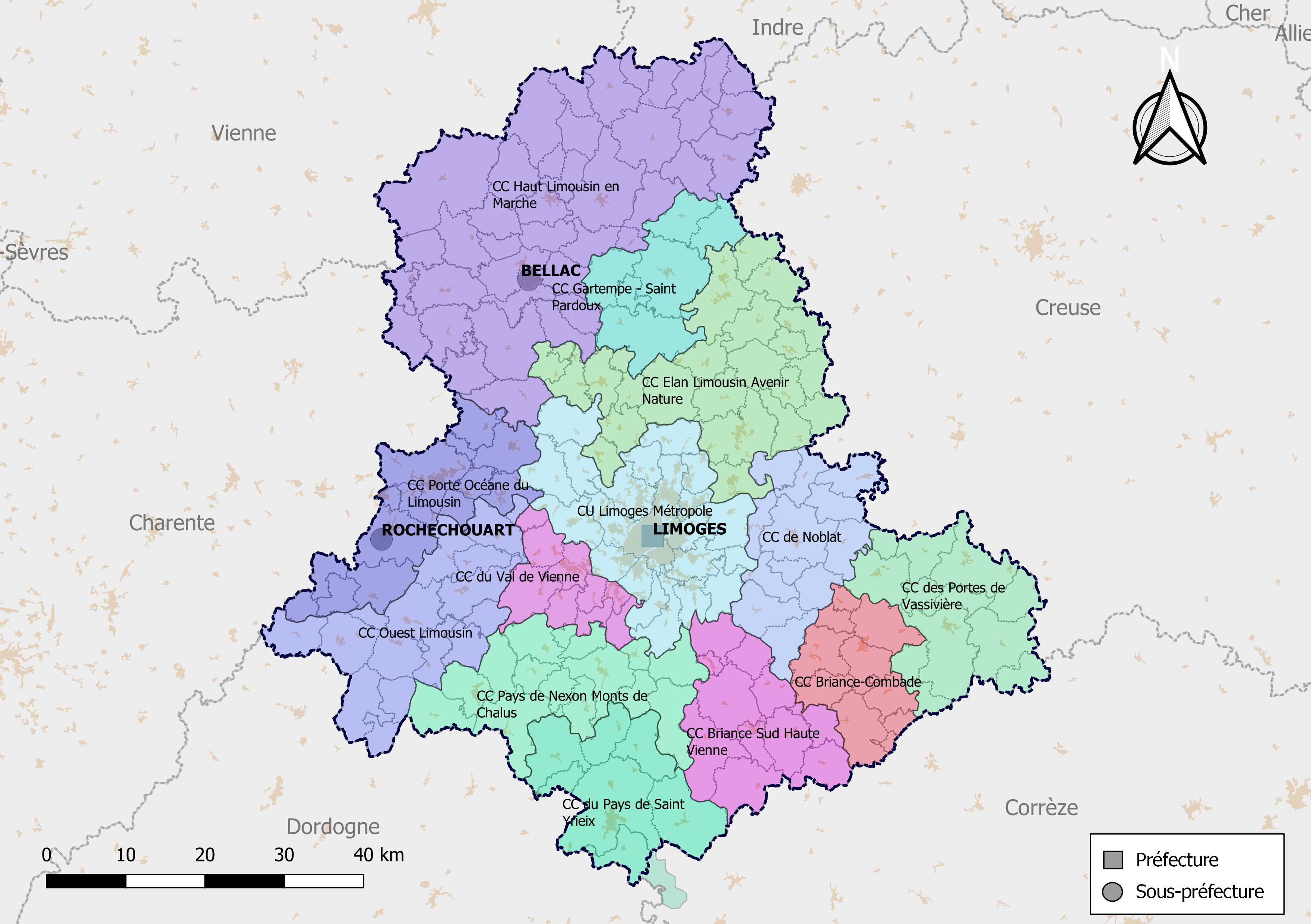
Carte des EPCI de la Haute-Vienne au 1er janvier 2019.

Cet article énumère la liste des structures intercommunales des communes du département français de la Haute-Vienne.
Au 1er janvier 2020, le département de la Haute-Vienne compte 13 établissements publics de coopération intercommunale à fiscalité propre dont le siège est dans le département (1 communauté urbaine et 12 communautés de communes), dont un qui est interdépartemental.

## Liste des intercommunalités

### Intercommunalités à fiscalité propre

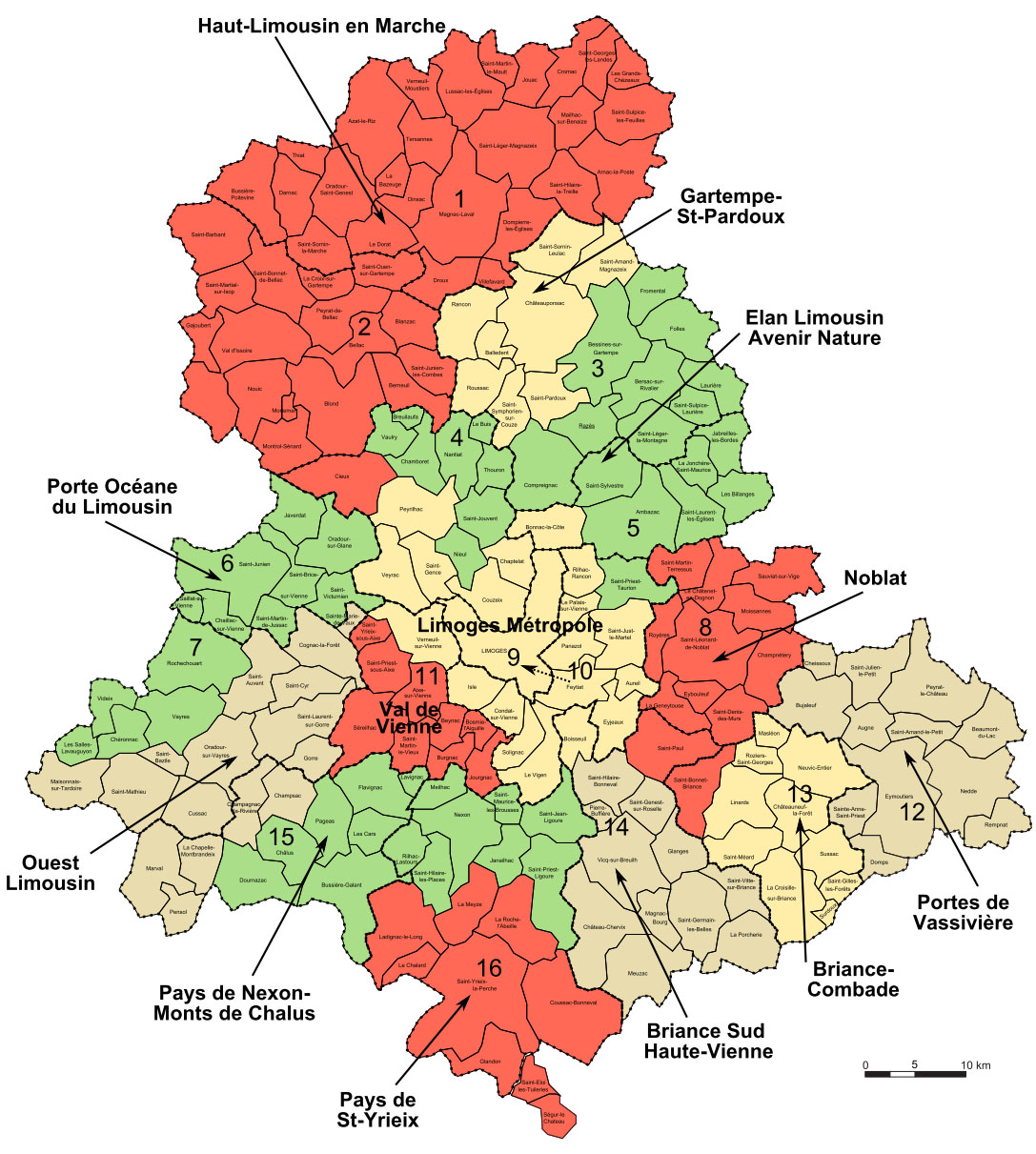
Les Communautés de communes de la Haute vienne au premier janvier 2017

| Forme juridique         | Nom                              | no SIREN  | Date de création | Nombre de communes    | Population (der. pop. légale) | Superficie (km2) | Densité (hab./km2) | Siège                   | Président            |
| ----------------------- | -------------------------------- | --------- | ---------------- | --------------------- | ----------------------------- | ---------------- | ------------------ | ----------------------- | -------------------- |
| Communauté urbaine      | CU Limoges Métropole             | 248719312 | 22 novembre 2002 | 20                    | 206 616 (2021)                | 520,60           | 397                | Limoges                 | Guillaume Guérin     |
| Communautés de communes | CC Élan Limousin Avenir Nature   | 200066512 | 1er janvier 2017 | 24                    | 27 563 (2021)                 | 611,50           | 45                 | Ambazac                 | Alain Auzemery       |
| Communautés de communes | CC Porte Océane du Limousin      | 200059400 | 1er janvier 2016 | 13                    | 25 704 (2021)                 | 338,10           | 76                 | Saint-Junien            | Pierre Allard        |
| Communautés de communes | CC Haut Limousin en Marche       | 200071942 | 1er janvier 2017 | 40                    | 22 386 (2021)                 | 1 266,20         | 18                 | Bellac                  | Jean-François Perrin |
| Communautés de communes | CC du Val de Vienne              | 248719288 | 18 décembre 2000 | 9                     | 16 282 (2021)                 | 157,30           | 104                | Aixe-sur-Vienne         | Philippe Barry       |
| Communautés de communes | CC Pays de Nexon Monts de Chalus | 200070506 | 1er janvier 2017 | 15                    | 13 032 (2021)                 | 395,20           | 33                 | Nexon                   | Stéphane Delautrette |
| Communautés de communes | CC du Pays de Saint-Yrieix       | 248700189 | 31 décembre 1996 | 9 (dont 2 dans le 19) | 12 104 (2021)                 | 338,10           | 36                 | Saint-Yrieix-la-Perche  | Daniel Boisserie     |
| Communautés de communes | CC de Noblat                     | 248719361 | 11 juin 2004     | 12                    | 11 729 (2021)                 | 324,50           | 36                 | Saint-Léonard-de-Noblat | Alain Darbon         |
| Communautés de communes | CC Ouest Limousin                | 200066520 | 1er janvier 2017 | 16                    | 11 320 (2021)                 | 421,40           | 27                 | Cussac                  | Christophe Gerouard  |
| Communautés de communes | CC Briance Sud Haute-Vienne      | 200040814 | 1er janvier 2014 | 11                    | 9 130 (2021)                  | 326,0            | 28                 | Pierre-Buffière         | Marc Ditlecadet      |
| Communautés de communes | CC Briance Combade               | 248719338 | 11 décembre 2002 | 10                    | 5 340 (2021)                  | 231,0            | 23                 | Châteauneuf-la-Forêt    | Yves Le Gouffe       |
| Communautés de communes | CC des Portes de Vassivière      | 248719353 | 30 décembre 2003 | 12                    | 5 701 (2021)                  | 364,20           | 16                 | Eymoutiers              | Mélanie Plazanet     |
| Communautés de communes | CC Gartempe-Saint-Pardoux        | 248719262 | 23 décembre 1999 | 6                     | 5 093 (2021)                  | 244,80           | 21                 | Châteauponsac           | Gérard Rumeau        |

### Anciennes communautés de communes

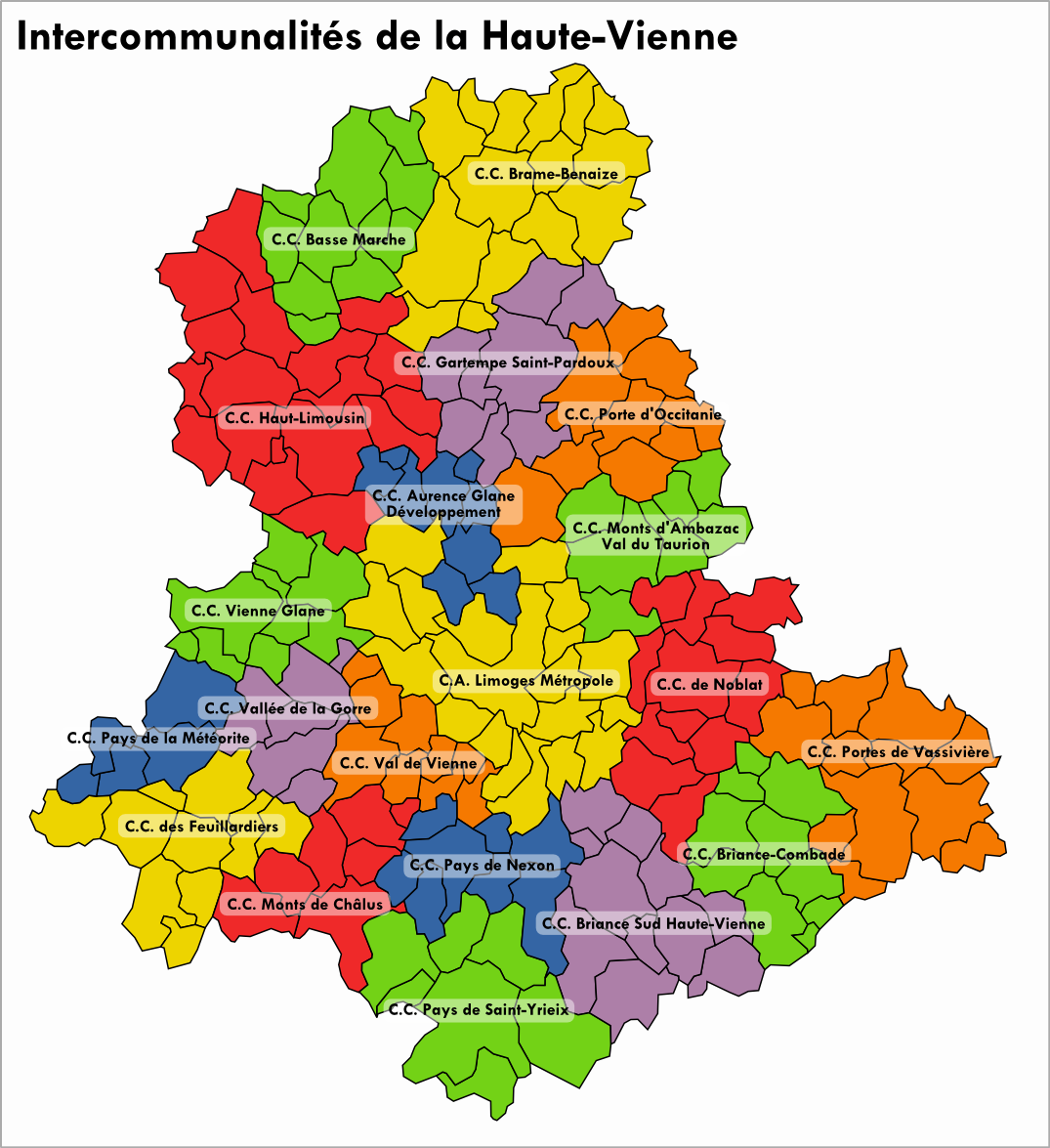
Les intercommunalités de la Haute-Vienne au 1 janvier 2014.

- Communauté de communes de l'agglomération de Limoges, remplacée en 2002 par la communauté d'agglomération Limoges Métropole.
- Communauté de communes Ardour-Rivalier-Gartempe, dissoute en 2011.
- Communauté de communes l'Aurence et Glane Développement, fusionne avec la communauté de communes des Monts d'Ambazac et Val de Taurion et la communauté de communes Porte d'Occitanie le 1er janvier 2017 pour former la Communauté de communes Élan Limousin Avenir Nature.
- Communauté de communes de la Basse Marche, fusionne avec la communauté de communes Brame-Benaize et la communauté de communes du Haut Limousin le 1er janvier 2017 pour former la Communauté de communes Haut-Limousin en Marche.
- Communauté de communes de la Benaize, fusionne avec la communauté de communes du Pays magnachon le 23 décembre 2004 pour former la communauté de communes Brame-Benaize.
- Communauté de communes Brame-Benaize, fusionne avec la communauté de communes de la Basse Marche et la communauté de communes du Haut Limousin le 1er janvier 2017 pour former la Communauté de communes Haut-Limousin en Marche.
- Communauté de communes de Briance-Roselle, dissoute en 2013.
- Communauté de communes des Feuillardiers, fusionne avec la communauté de communes de la Vallée de la Gorre le 1er janvier 2017 pour former la Communauté de communes Ouest Limousin.
- Communauté de communes du Haut Limousin, fusionne avec la communauté de communes Brame-Benaize et la communauté de communes de la Basse Marche le 1er janvier 2017 pour former la Communauté de communes Haut-Limousin en Marche.
- Communauté de communes de l'Issaure, dissoute en 2013.
- Communauté de communes du Martoulet, dissoute en 2013.
- Communauté de communes des Monts d'Ambazac et Val de Taurion, fusionne avec la communauté de communes l'Aurence et Glane Développement et la communauté de communes Porte d'Occitanie le 1er janvier 2017 pour former la Communauté de communes Élan Limousin Avenir Nature.
- Communauté de communes Monts de Châlus, fusionne avec la communauté de communes du Pays de Nexon le 1er janvier 2017 pour former la Communauté de communes Pays de Nexon-Monts de Châlus.
- Communauté de communes du Pays magnachon, fusionne avec la communauté de communes de la Benaize le 23 décembre 2004 pour former la communauté de communes Brame-Benaize.
- Communauté de communes du Pays de la Météorite, dissoute en 2015.
- Communauté de communes du Pays de Nexon, fusionne avec la communauté de communes Monts de Châlus le 1er janvier 2017 pour former la Communauté de communes Pays de Nexon-Monts de Châlus.
- Communauté de communes Porte d'Occitanie, fusionne avec la communauté de communes l'Aurence et Glane Développement et la communauté de communes des Monts d'Ambazac et Val de Taurion le 1er janvier 2017 pour former la Communauté de communes Élan Limousin Avenir Nature.
- Communauté de communes de la Vallée de la Gorre, fusionne avec la communauté de communes des Feuillardiers le 1er janvier 2017 pour former la Communauté de communes Ouest Limousin.
- Communauté de communes Vienne-Glane, dissoute en 2015.